# Peniophora
Peniophora Cooke (powłocznica) – rodzaj grzybów należący do rodziny powłocznicowatych (Peniophoraceae).

## Charakterystyka
Grzyby nadrzewne, wytwarzające płaskie, rozpostarte owocniki, przyrośnięte całą powierzchnią do podłoża lub na brzegach odgięte, jednoroczne lub wieloletnie, barwy brązowawej, pomarańczowej, fioletowawej, różowawej lub żółtawej, o powierzchni woskowatej lub skórzastej. Zwykle występują na korze, rzadziej na drewnie. Powierzchnia hymenialna brodawkowata, w starszych owocnikach często popękana. Powierzchnia sterylna (jeśli występuje) jest prążkowana, naga.
System strzępkowy monomityczny do pseudodimitycznego. Warstwa subikulum zbudowana ze strzępek równoległych do podłoża, dobrze rozwinięta do praktycznie nieobecnej, często ciemniej zabarwiona. Warstwa prostopadła zwykle zwarta, czasem zlepiona. Strzępki generatywne zwykle żółtawe do brązowych, nieco grubościenne. Strzępki w subhymenium gęste, czasem zlepione. Sprzążki obecne lub nieobecne, czasami tylko rozproszone na strzępkach generatywnych. Gleocystydy niemal kuliste, w kontekście podobne do pęcherza, w hymenium wrzecionowate lub prawie cylindryczne, często sulfopozytywne, również w zależności od wieku. Mogą stać się grubościenne u podstawy lub nawet na większości ich długości, zwłaszcza gdy znajdują się głęboko w tramie. Lamprocystydy inkrustowane przynajmniej w górnej połowie, stożkowe, ale w dolnych obszarach często rozwarte i szersze, zazwyczaj o pogrubionych, od szklistych do brązowych ścian, ale czasami cienkościenne. Nie zawsze jest możliwe odróżnienie młodych, jeszcze nieinkrustowanych lamprocystyd i gleocystyd. Czasami występują dendrohyfidy, albo całkowicie guzkowate, albo rozwijające się z mniej lub bardziej maczugowatych komórek, szkliste do brązowawych, cienkościenne do grubościennych, gładkie lub pokryte materiałem krystalicznym. Podstawki o kształcie od maczugowatego do prawie cylindrycznego, czasami faliste lub z niewyraźnym zwężeniem, z 2–4 sterygmami. Zarodniki szkliste, cienkościenne do rzadko grubościennych, gładkie, elipsoidalne do cylindrycznych, nerkowate lub kiełbaskowate, nieamyloidalne. Zarodniki w masie zwykle z odcieniem różowawym lub pomarańczowym.
Peniophora jest dobrym przykładem ekologicznej adaptacji do suszy. W uniknięciu odwodnienia i nadmiernego promieniowania słonecznego pomaga jej warstwa dendrohyfid i mniej lub bardziej wybarwione strzępki. Duże bazydiospory z dużą ilością substancji zapasowych i wody umożliwiają kiełkowanie w suchym podłożu.

## Systematyka i nazewnictwo
Pozycja w klasyfikacji według Index FungorumPeniophoraceae, Russulales, Incertae sedis, Agaricomycetes, Agaricomycotina, Basidiomycota, Fungi.
Nazwa polskaW polskim piśmiennictwie mykologicznym rodzaj ten opisywany był pod nazwami: pleśniak, płaskosz, powłocznik, skórnik, osnówka. Aktualną nazwę powłocznica podali Barbara Gumińska i Władysław Wojewoda w 1968 r.
SynonimyCryptochaete P. Karst., Gloeopeniophora Höhn. & Litsch., Sterellum P. Karst.
Gatunki występujące w Polsce
- Peniophora boidinii D.A. Reid 1965[7]
- Peniophora aurantiaca (Bres.) Höhn. & Litsch. – powłocznica olszy zielonej
- Peniophora cinerea (Pers.) Cooke – powłocznica popielata
- Peniophora erikssonii Boidin – powłocznica olszowa
- Peniophora incarnata (Pers.) P. Karst. – powłocznica cielista
- Peniophora laeta (Fr.) Donk – powłocznica grabowa
- Peniophora lilacea Bourdot & Galzin – powłocznica liliowa
- Peniophora limitata (Chaillet ex Fr.) Cooke – powłocznica jesionowa
- Peniophora lycii (Pers.) Höhn. & Litsch. – powłocznica kulistorozwierkowa
- Peniophora nuda (Fr.) Bres. – powłocznica różowoszara
- Peniophora piceae (Pers.) J. Erikss. – powłocznica jodłowa
- Peniophora pini (Schleich.) Boidin – powłocznica sosnowa
- Peniophora pithya (Pers.) J. Erikss. – powłocznica świerkowa
- Peniophora polygonia (Pers.) Bourdot & Galzin – powłocznica osikowa
- Peniophora pseudoversicolor Boidin 1965[7]
- Peniophora quercina (Pers.) Cooke – powłocznica dębowa
- Peniophora rufa (Fr.) Boidin – powłocznica czerwonawa
- Peniophora rufomarginata (Pers.) Bourdot & Galzin – powłocznica lipowa
- Peniophora violaceolivida (Sommerf.) Massee – powłocznica wierzbowa

Nazwy naukowe na podstawie Index Fungorum. Wykaz gatunków i nazwy polskie według Władysława Wojewody i innych.

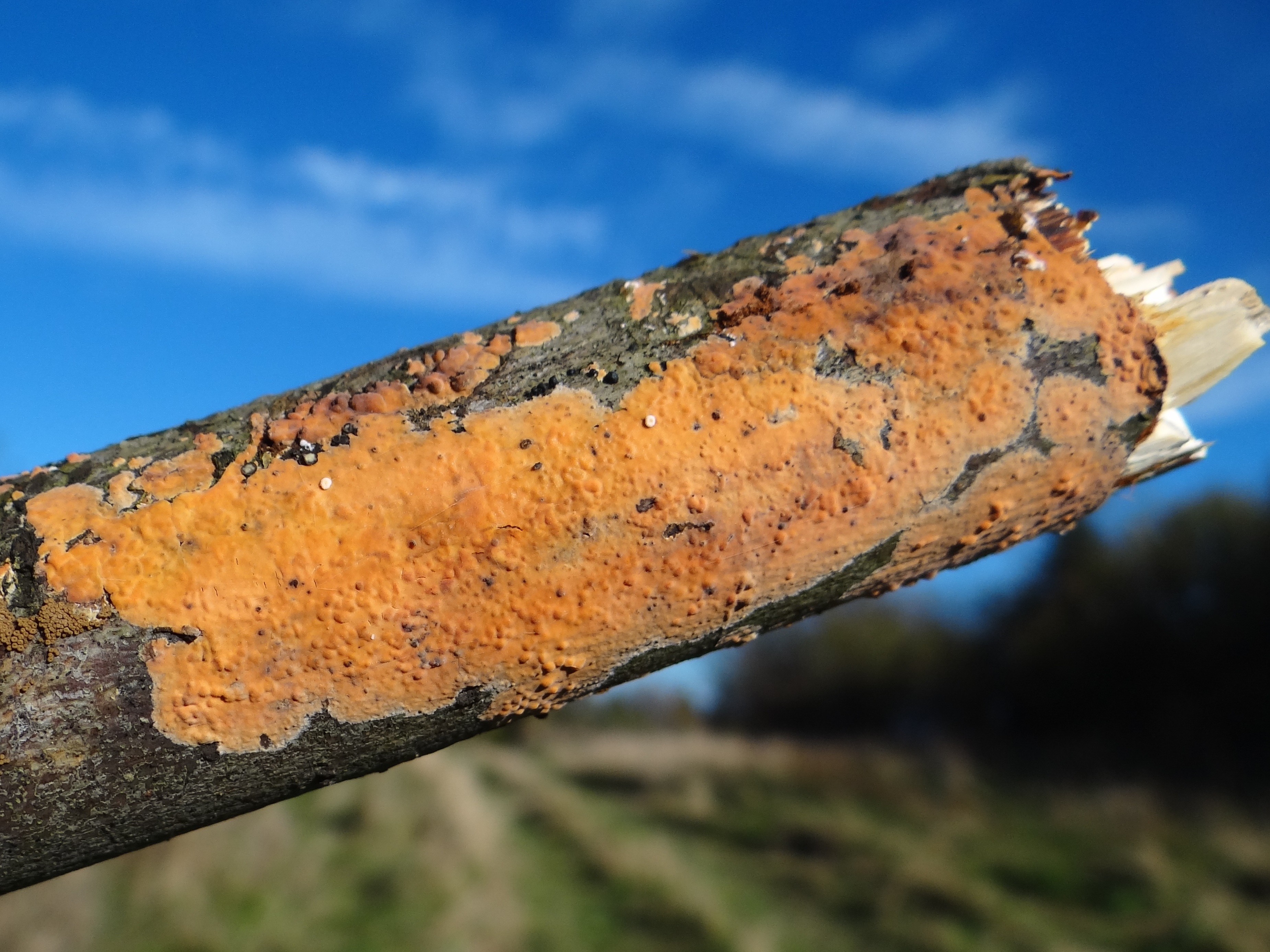
Powłocznica cielista
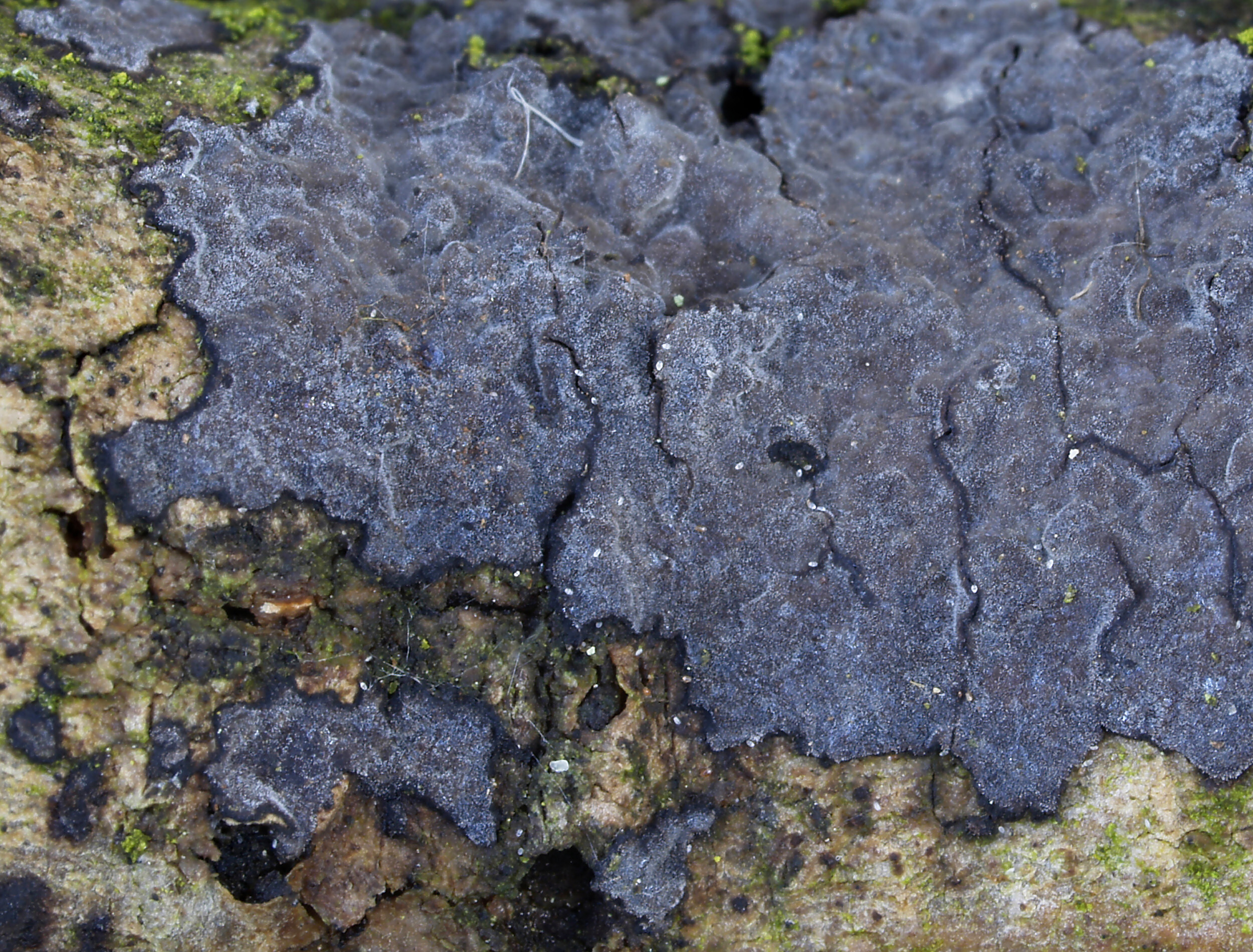
Powłocznica jesionowa
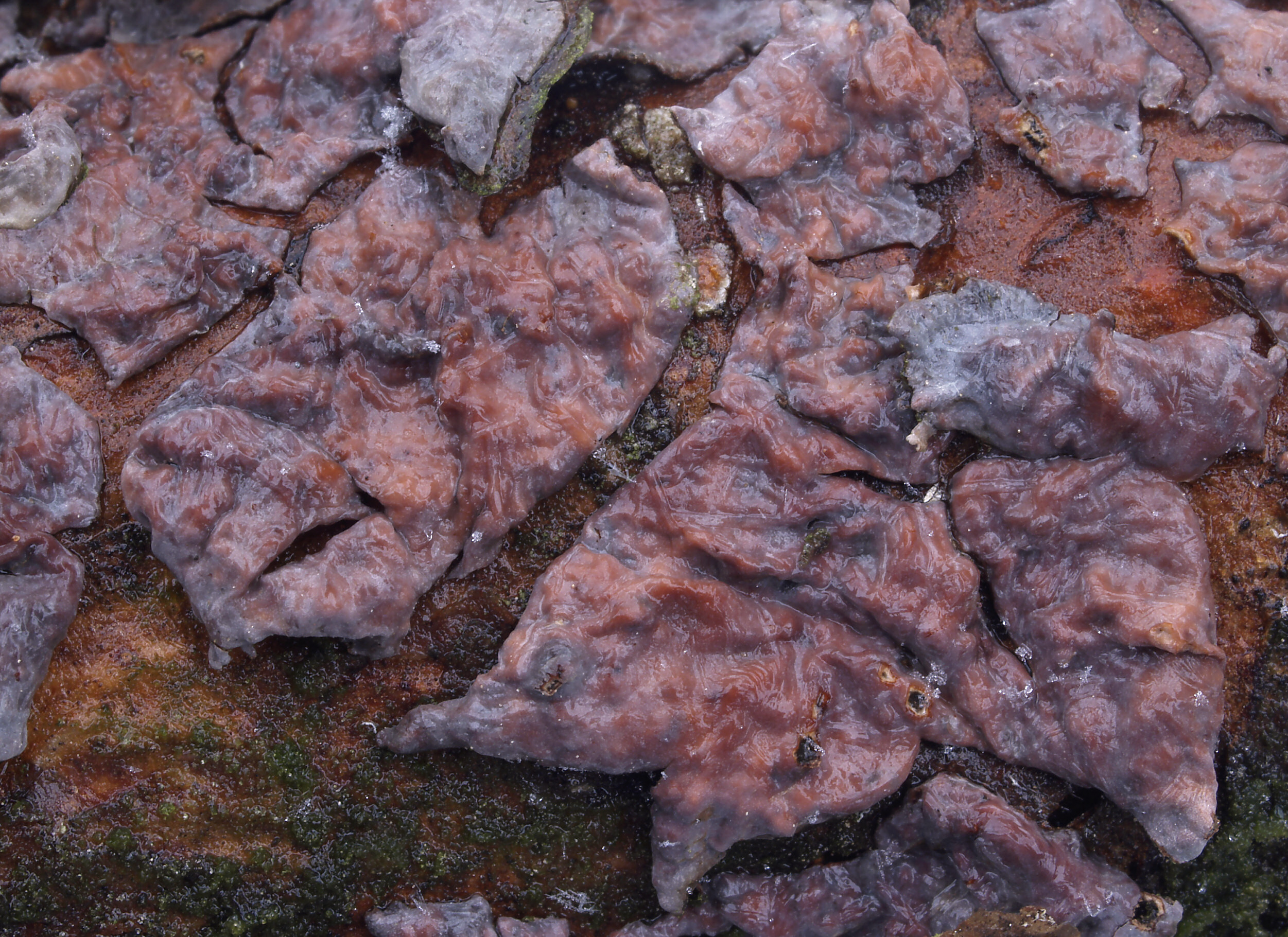
Powłocznica sosnowa
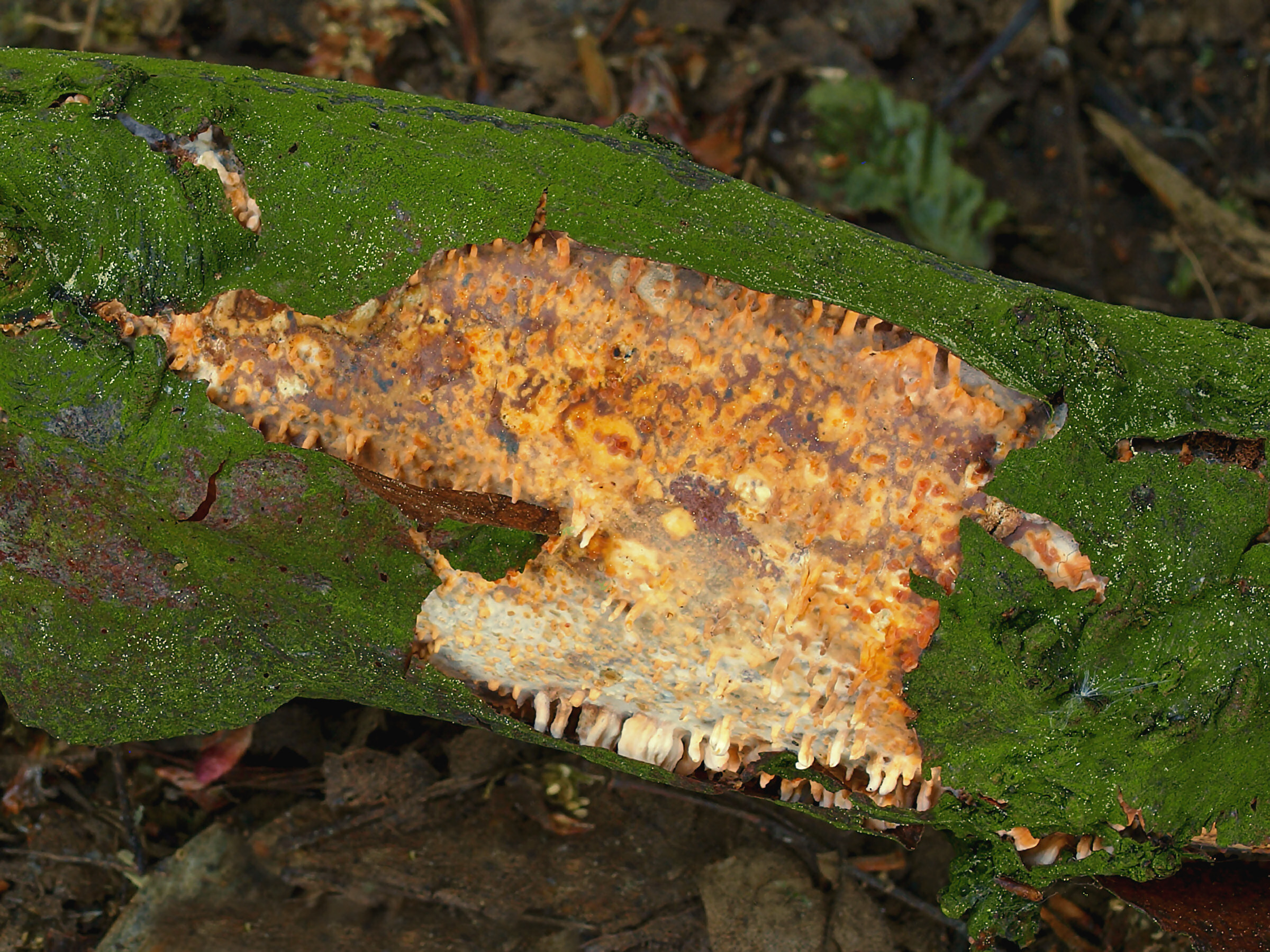
Powłocznica grabowa
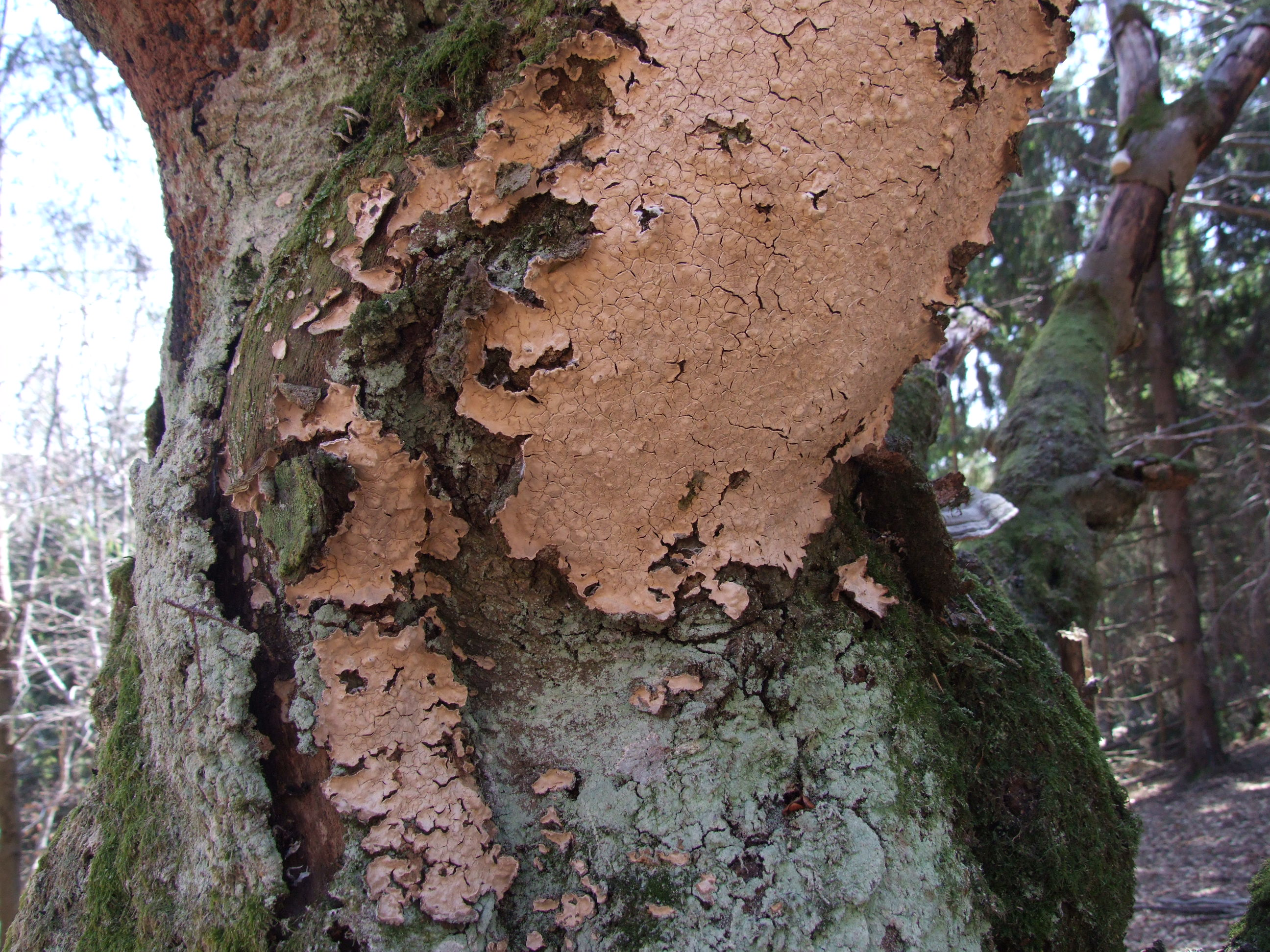
Powłocznica dębowa
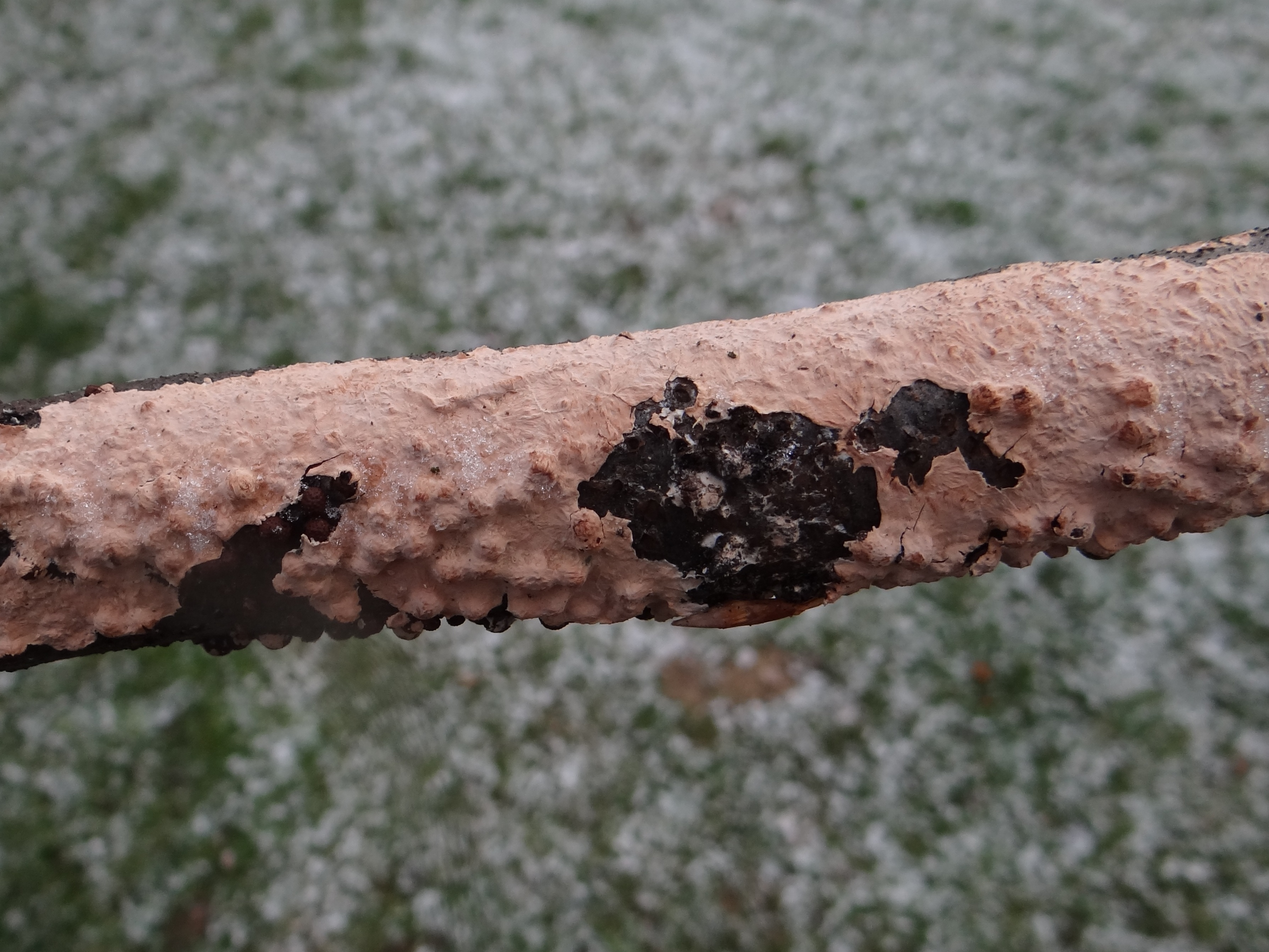
Powłocznica wierzbowa
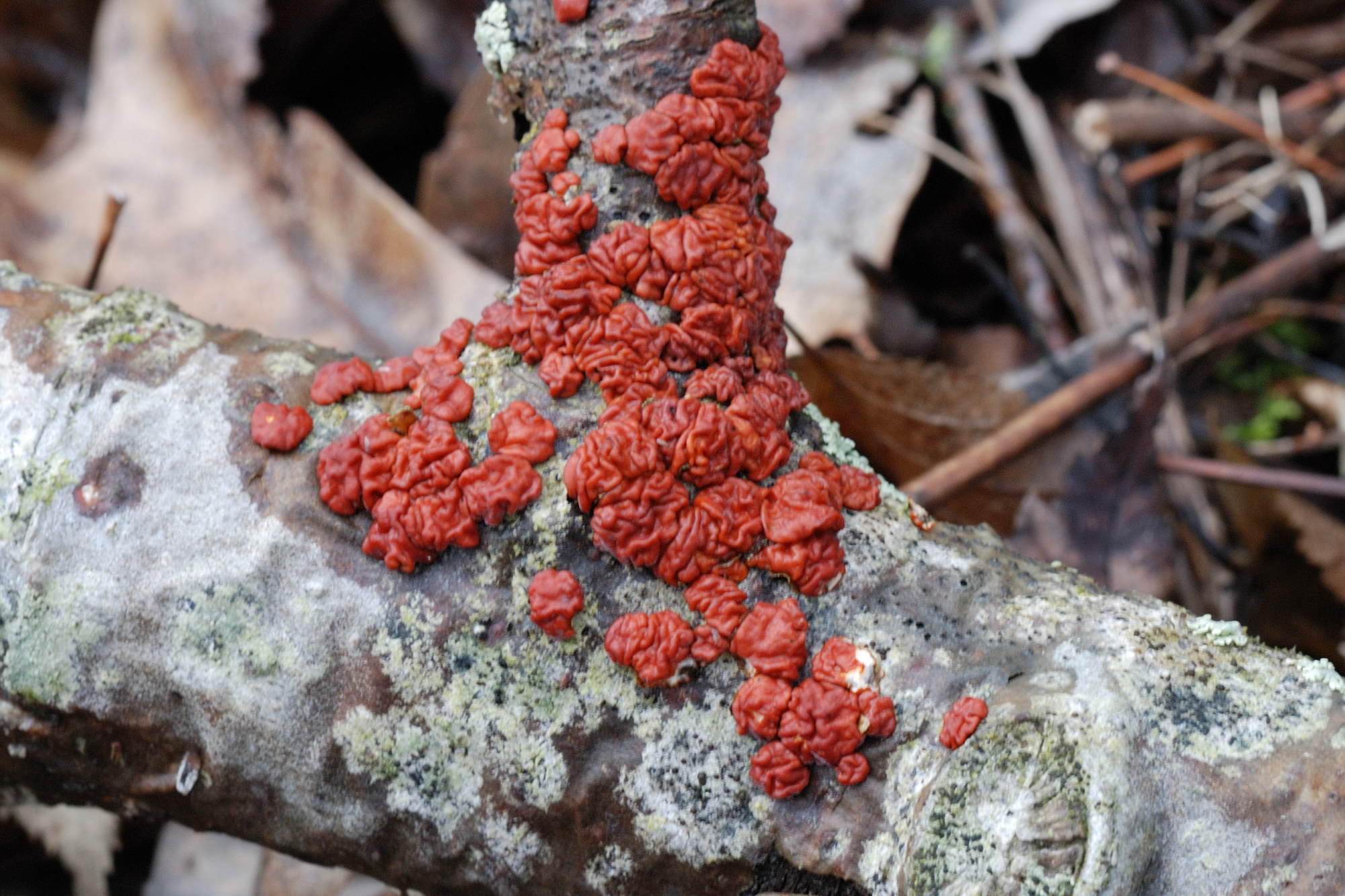
Powłocznica czerwonawa